# Lista de municípios de São Paulo por população (1900)

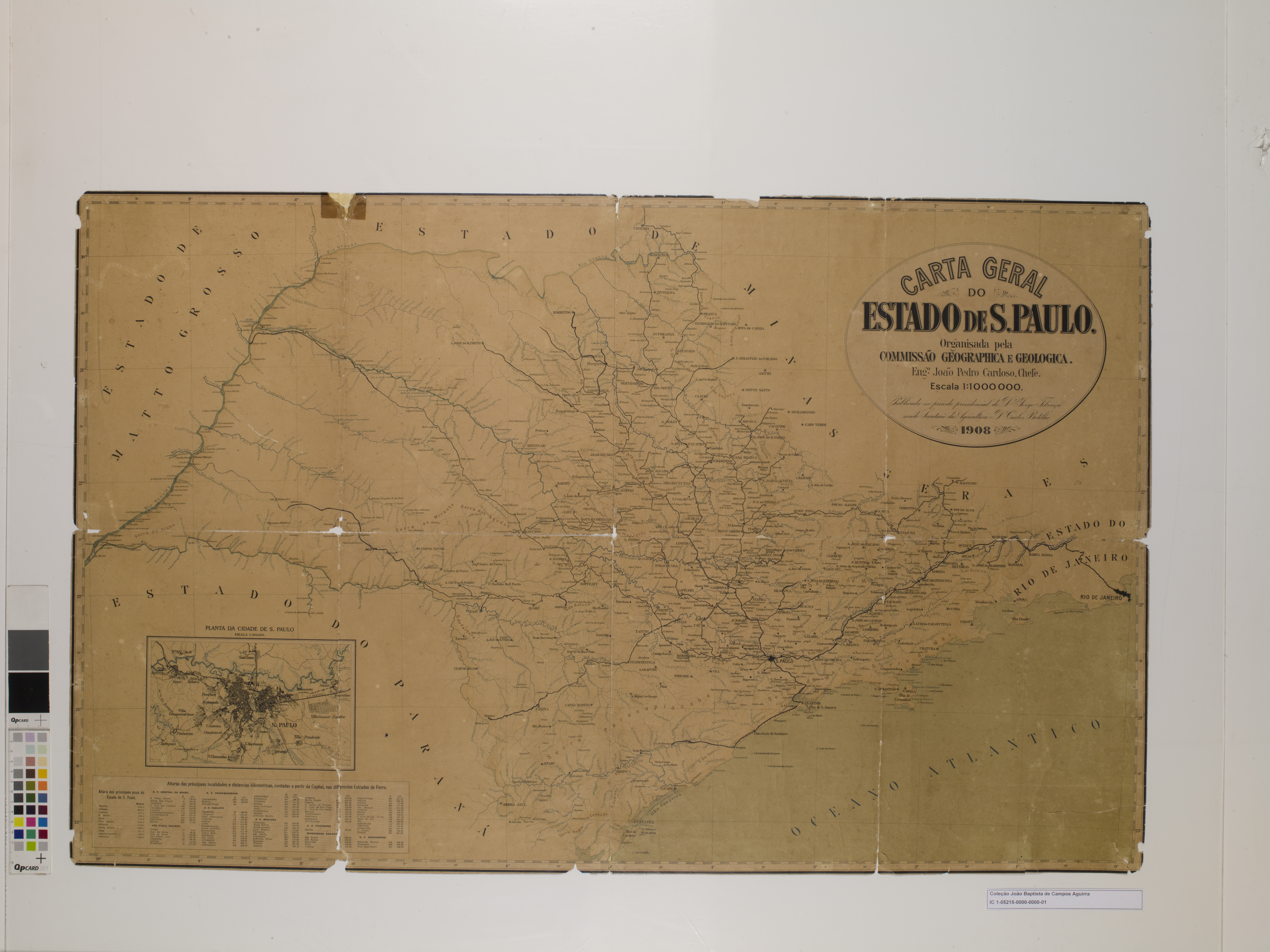
Estado de São Paulo (1908).

Esta é uma lista de municípios do estado de São Paulo por população, com base no Censo 1900 e de acordo com a divisão territorial administrativa, os topônimos e a ortografia da época.
|      | Nome                                 | Pop. Mun. |
| ---- | ------------------------------------ | --------- |
| 1º   | São Paulo                            | 239820    |
| 2º   | Campinas                             | 67694     |
| 3º   | Ribeirão Preto                       | 59195     |
| 4º   | São Carlos do Pinhal                 | 55729     |
| 5º   | Santos                               | 50389     |
| 6º   | Taubaté                              | 40911     |
| 7º   | Guaratinguetá                        | 38263     |
| 8º   | Jahú                                 | 33412     |
| 9º   | Bragança                             | 32904     |
| 10º  | Amparo                               | 32192     |
| 11º  | São João do Rio Claro                | 31891     |
| 12º  | Cravinhos                            | 30050     |
| 13º  | Araraquara                           | 28900     |
| 14º  | Pedreira                             | 28440     |
| 15º  | Serra Negra                          | 27683     |
| 16º  | Botucatú                             | 26047     |
| 17º  | Piracicaba                           | 25374     |
| 18º  | São Simão                            | 24850     |
| 19º  | Belém do Descalvado                  | 23838     |
| 20º  | Limeira                              | 23098     |
| 21º  | Tatuhy                               | 22962     |
| 22º  | Pindamonhangaba                      | 21871     |
| 23º  | Iguape                               | 21391     |
| 24º  | São João da Boa Vista                | 20166     |
| 25º  | São Luiz do Parahytinga              | 19917     |
| 26º  | Mogy-Mirim                           | 19632     |
| 27º  | Tieté                                | 19194     |
| 28º  | Batataes                             | 19164     |
| 29º  | Sorocaba                             | 18562     |
| 30º  | São José dos Campos                  | 18122     |
| 31º  | Espírito Santo do Pinhal             | 17957     |
| 32º  | Jaboticabal                          | 17395     |
| 33º  | São José do Rio Pardo                | 17361     |
| 34º  | Ytú                                  | 17193     |
| 35º  | Parahybuna                           | 16700     |
| 36º  | Casa Branca                          | 16133     |
| 37º  | Mogy das Cruzes                      | 15694     |
| 38º  | Franca                               | 15491     |
| 39º  | Jacarehy                             | 15309     |
| 40º  | Jundiahy                             | 14990     |
| 41º  | Jardinópolis                         | 14579     |
| 42º  | Capão Bonito do Paranapanema         | 13911     |
| 43º  | Mococa                               | 13678     |
| 44º  | Itapetininga                         | 13278     |
| 45º  | Itapira                              | 12916     |
| 46º  | Lorena                               | 12895     |
| 47º  | Soccorro                             | 12888     |
| 48º  | São Manoel                           | 12840     |
| 49º  | Santa Rita do Paraízo                | 12585     |
| 50º  | Caçapava                             | 12267     |
| 51º  | Cunha                                | 12031     |
| 52º  | Ubatuba                              | 11984     |
| 53º  | Araras                               | 11663     |
| 54º  | Itatiba                              | 11639     |
| 55º  | Natividade                           | 11570     |
| 56º  | Silveiras                            | 11391     |
| 57º  | São João de Atibaia                  | 11224     |
| 58º  | Cruzeiro                             | 11075     |
| 59º  | Santa Rita do Passa Quatro           | 10994     |
| 60º  | Lençóes                              | 10981     |
| 61º  | Sertãosinho                          | 10940     |
| 62º  | Cajurú                               | 10850     |
| 63º  | São Bento do Sapucahy                | 10816     |
| 64º  | Itaporanga                           | 10812     |
| 65º  | São João de Capivary                 | 10809     |
| 66º  | Pirassununga                         | 10556     |
| 67º  | Itapecerica                          | 10480     |
| 68º  | Apiahy                               | 10396     |
| 69º  | Porto Feliz                          | 10268     |
| 70º  | Caconde                              | 10246     |
| 71º  | São Bernardo                         | 10124     |
| 72º  | Itatinga                             | 10107     |
| 73º  | Bariry                               | 10040     |
| 74º  | Brotas                               | 10029     |
| 75º  | Avaré                                | 10028     |
| 76º  | Boa Vista das Pedras                 | 9940      |
| 77º  | Lagoinha                             | 9618      |
| 78º  | Espírito Santo dos Barretos          | 9586      |
| 79º  | Villa Bella                          | 9415      |
| 80º  | Piedade                              | 9387      |
| 81º  | Campo Largo de Sorocaba              | 9370      |
| 82º  | Dourado                              | 9342      |
| 83º  | Porto Ferreira                       | 9333      |
| 84º  | São Pedro                            | 9304      |
| 85º  | Leme                                 | 9211      |
| 86º  | Dous Córregos                        | 8977      |
| 87º  | São Roque                            | 8915      |
| 88º  | Ribeirãosinho                        | 8904      |
| 89º  | Arêas                                | 8858      |
| 90º  | São João da Bocaina                  | 8856      |
| 91º  | Mattão                               | 8805      |
| 92º  | Campos Novos do Paranapanema         | 8755      |
| 93º  | São Pedro do Turvo                   | 8589      |
| 94º  | Santa Cruz das Palmeiras             | 8474      |
| 95º  | Cabreúva                             | 8393      |
| 96º  | Xiririca                             | 8265      |
| 97º  | São Sebastião                        | 8161      |
| 98º  | Ibitinga                             | 8053      |
| 99º  | Santa Branca                         | 8039      |
| 100º | Pereiras                             | 7926      |
| 101º | Baurú                                | 7815      |
| 102º | São José do Parahytinga              | 7676      |
| 103º | Parnahyba                            | 7406      |
| 104º | São João de Cananéa                  | 7334      |
| 105º | Redempção                            | 7227      |
| 106º | Bôa Esperança                        | 7178      |
| 107º | Indaiatuba                           | 7137      |
| 108º | Santo Amaro                          | 7132      |
| 109º | Pirajú                               | 6995      |
| 110º | Itararé                              | 6994      |
| 111º | Mogy-Guassú                          | 6971      |
| 112º | Santo Antônio da Cachoeira           | 6862      |
| 113º | Santa Cruz da Conceição              | 6811      |
| 114º | Monte Alto                           | 6673      |
| 115º | Santa Izabel                         | 6657      |
| 116º | Nuporanga                            | 6635      |
| 117º | Annapolis                            | 6535      |
| 118º | Nazareth                             | 6521      |
| 119º | Bocaina                              | 6476      |
| 120º | Espírito Santo da Boa Vista          | 6299      |
| 121º | Ituverava                            | 6158      |
| 122º | Rio das Pedras                       | 6139      |
| 123º | Ribeirão Bonito                      | 5992      |
| 124º | Pitangueiras                         | 5892      |
| 125º | São José do Barreiro                 | 5844      |
| 126º | Tambahú                              | 5773      |
| 127º | Sarapuhy                             | 5765      |
| 128º | Monte Mór                            | 5706      |
| 129º | Una                                  | 5704      |
| 130º | Jambeiro                             | 5544      |
| 131º | Buquira                              | 5543      |
| 132º | São Francisco de Paula dos Pinheiros | 5512      |
| 133º | Bananal                              | 5473      |
| 134º | Faxina                               | 5466      |
| 135º | Rio Bonito                           | 5351      |
| 136º | Juquery                              | 5263      |
| 137º | Bom Successo                         | 5192      |
| 138º | Bebedouro                            | 5173      |
| 139º | Guarehy                              | 5090      |
| 140º | Patrocínio de Santa Izabel           | 5057      |
| 141º | Santa Bárbara                        | 5051      |
| 142º | Cutia                                | 4982      |
| 143º | Santa Cruz do Rio Pardo              | 4964      |
| 144º | Patrocínio do Sapucahy               | 4853      |
| 145º | Queluz                               | 4747      |
| 146º | Mineiros                             | 4733      |
| 147º | Santo Antônio da Alegria             | 4705      |
| 148º | Pilar                                | 4693      |
| 149º | Lavrinhas                            | 4569      |
| 150º | São Miguel Archanjo                  | 4523      |
| 151º | Araçariguama                         | 4326      |
| 152º | Santo Antônio da Bôa Vista           | 4319      |
| 153º | Guararema                            | 4314      |
| 154º | Pederneiras                          | 4244      |
| 155º | Yporanga                             | 4208      |
| 156º | São Vicente                          | 4004      |
| 157º | Villa Vieira do Piquete              | 3977      |
| 158º | São João do Curralinho               | 3838      |
| 159º | Conceição dos Guarulhos              | 3455      |
| 160º | São Paulo dos Agudos                 | 3451      |
| 161º | Jatahy                               | 3267      |
| 162º | Remedios da Ponte do Tieté           | 3255      |
| 163º | São José do Rio Preto                | 3221      |
| 164º | Caraguatatuba                        | 3113      |
| 165º | Salto de Ytú                         | 2818      |
| 166º | Fartura                              | 2547      |
| 167º | Espírito Santo do Turvo              | 2491      |
| 168º | Santa Bárbara do Rio Pardo           | 2252      |
| 169º | Ribeirão Branco                      | 2165      |
| 170º | Conceição de Itanhaén                | 2049      |